# Богданович, Иван Фёдорович (писатель)
Ива́н Фёдорович Богдано́вич (1758, Переволочна, Полтавский полк — 2 апреля 1831, с. Басы, Слободско-Украинская губерния) — служил в гвардии. После отставки — городничий в г. Сумы и предводитель уездного дворянства. Писатель. В историю русской педагогической литературы вошёл, как автор книги «О воспитании юношества», одним из первых изложивший в ней национально-образовательные задачи воспитания человека — гражданина, основанного на обучении традициям и «истории своего Отечества».

## Биография
Происходил из небогатой семьи малороссийских дворян. Мальчиком был приписан к лейб-гвардии Семёновскому полку. Образование получил в гимназии при Московском университете. В 1769 году произведён в капралы. С 1772 года — подпрапорщик.
В 1781 году был уволен из армии в чине гвардии прапорщика.
В 1784—1804 годы служил городничим в Сумах. В 1809 году награждён большой серебряной медалью Вольного экономического общества за работу «О лучшем способе хозяйства в различных местностях России».
Интерес к гуманитарным наукам привёл И. Ф. Богдановича в кружок проживавшего в Сумском уезде литературного деятеля-просветителя А. А. Палицына, в который входили писатели, философы и историки С. Н. Глинка, В. Н. Каразин, Е. И. Станевич и другие.
В 1811—1813 годах избирался сумским уездным дворянским предводителем, надворный советник. В своём имении собрал большую библиотеку.

## Семья
Братья:

Николай Фёдорович Богданович — чиновник с 1754 года, надворный советник, с 1797 года прокурор Иркутского губернского магистрата

Ипполит Фёдорович Богданович (1743—1803) — известный русский поэт и переводчик.
Жена- Анна, француженка, дочь эмигранта.
Сын — Модест Иванович Богданович (1805—1882) — генерал лейтенант, военный историк.

## Литературные труды
Первый опыт литературной работы И. Ф. Богдановича был связан с участием в подборе по просьбе издателя П. П. Бекетова неопубликованных произведений умершего в 1803 году брата — Ипполита Фёдоровича.
В своей статье о жизни и творчестве поэта Н. М. Карамзин отозвался благодарностью за биографические сведения, предоставленные ему «почтенным братом творца „Душеньки“, Иваном Федоровичем Богдановичем».
В 1807 году Иван Фёдорович издал книгу «О воспитании юношества», замысел которой он обсуждал с братом и В. В. Капнистом ещё в 1790-е годы.
В 1809 году было напечатано его «Слово похвальное царю Иоанну Васильевичу IV» с восхвалением деятельности Ивана Грозного по присоединению Казани, Астрахани и Сибири, принятию «Судебника», установлению торговых отношений с Англией.
Ряд работ И. Ф. Богдановича были напечатаны в «Русском вестнике» С. Н. Глинки — «Письмо к издателю от сочинителя книги „О воспитании юношества“» (1808), «Памятник неустрашимости и любви к отечеству Россиян 16 века» (1809) и другие.
Ему принадлежат печатные работы и других жанров. Среди них — «Грамматика российская» (1809, Вильно), стихотворная «Ода на новый 1813 год» (1813, Харьков). Мыслям о роли писателя в обществе посвящена статья «Писатель в обществе и в уединении» (Украинский вестник, 1818, № 11).

## «О воспитании юношества»
И. Ф. Богданович написал в предисловии, что причиной, побудившей его к созданию книги, стала неудовлетворённость сложившейся в дворянском обществе системой воспитания, во всём подражающей зарубежным авторитетам. Не отказываясь от опыта иностранных философов, он хотел подчеркнуть наличие в России национальных особенностей, которые обязательно должны учитываться программой обучения и патриотического воспитания человека и гражданина https://web.archive.org/web/20160304102340/http://lomonosov.com.ua/russian_classic/bogdanovich_if/.: «История своего Отечества, а потом и всеобщая есть первейшее руководство для юноши». Автор надеялся, что его книга станет «основанием национального воспитания»:

«Я никогда не искал их славы и никогда искать её не стану. Любовь Отечества и желание быть ему полезным — вот мои основания».

В положительной рецензии на книгу журнал «Русский вестник» отмечал: «Россияне и россиянки, без сомнения, воспользуются прекрасною и полезною книгою Ивана Федоровича Богдановича. Книги, подобные сочинению „О воспитании юношества“, суть дары, приносимые усердием к благу общему на алтарь Отечества».
По мнению историка литературы С. А. Венгерова, его педагогические идеалы на фоне превалировавших тогда настроений в образовании, нацеленных, главным образом, на заботу о поддержании дворянского сословного достоинства, производят «самое отрадное впечатление»